# 鍾東錦
鍾東錦（1963年1月2日—），中華民國無黨籍政治人物，原名鍾朝平，客家人，生於苗栗縣南鄉。現任苗栗縣縣長，曾任苗栗縣議會議長、副議長、議員、中國國民黨苗栗縣黨部主任委員、南庄鄉農會理事長等職務。
2014年以無黨籍當選苗栗縣議員；2018年連任後，加入國民黨角逐議長並當選；2022年脫黨以無黨籍身分參選苗栗縣縣長並當選，但參選後遭國民黨開除黨籍。

## 經歷
2018年6月27日，因時任苗栗縣議會議長游忠鈿於任內病逝，副議長陳明朝扶正為議長、鍾東錦補選為副議長。
2018年議員選舉順利連任並宣布角逐議長，前議長游忠鈿的妻子張淑芬也企圖爭取議長。鍾東錦為爭取泛藍議員支持，同年12月12日申請加入中國國民黨，並於12月25日當選議長。
2020年8月27日，鍾東錦出任國民黨苗栗縣黨部主任委員。
2022年6月25日，鍾東錦在頭份市的造勢場合上，宣布全力爭取國民黨提名參選苗栗縣縣長，如未獲國民黨提名，也會代表「藍軍」參選到底；6月27日，宣佈成立競選總部，而國民黨則提名謝福弘參選苗栗縣縣長，並於7月17日撤換鍾的黨部主委職務，改由前縣長劉政鴻接任，輔選謝福弘；7月13日，即將被解除黨部主委職務的鍾東錦先請辭黨部主委，並宣布將繼續參選。
鍾東錦正式登記參選後，中國國民黨表示將召開考核紀律委員會討論鍾違紀參選一事。9月8日，國民黨考紀會做出決議，將開除鍾東錦等八人之黨籍，且六年內不得請求恢復。鍾東錦回應，將委託律師至苗栗地方法院，提出「確認鍾東錦之中國國民黨員資格存在」之確認黨籍存在訴訟，同時也會到苗栗地方檢察署，控告中國國民黨秘書長黃健庭涉嫌意圖使人不當選及毀謗罪嫌之刑事告訴；9月14日，國民黨中常會通過開除黨籍。
鍾東錦的民調在選戰期間始終處於領先地位，這也使得時任縣長徐耀昌、立法委員陳超明等人不惜違反黨紀支持鍾東錦，與傅學鵬、劉政鴻為首的謝福弘陣營分裂。雖然民主進步黨及時代力量一直主打鍾東錦過去的前科紀錄，但由於苗栗縣向來由泛藍執政，因此鍾東錦最終仍在11月26日的選舉勝出。

## 爭議

### 殺人未遂與通姦前科
2022年5月16日，鍾東錦開記者會自爆「強姦」跟「殺人未遂」前科。強姦的部分，鍾東錦表示他在二十幾歲時，在不知對方已婚的情況下，曾交往一名女友，後來遭對方先生提告「妨害家庭」，按照現在的司法觀點，經過立法院的修正，應該叫通姦罪，應該是無罪論，他對此事也非常後悔。至於殺人的部分，鍾回應事發那天是一場同學會，兩方人馬打起來，因為對方人多，「我就順便在吧台拿起一把西瓜刀劃破肚皮」。對方傷勢嚴重，送醫後能看見腸子流出，縫了十幾針，鍾卻稱「好在是輕傷」。鍾東錦表示：「只要有人能夠拿出我殺死人，還是有強姦的證據，在這邊我就發送十萬塊的檢舉獎金」。

### 指中國國民黨是幫派
鍾東錦自稱絕對不是謠傳的黑道，因為從讀書成長到現在只加入過一個幫派叫做「中國國民黨」，絕對沒有加入過任何的組織。對於黨中央以「排黑」為由不提名他這個苗栗縣黨部主委，鍾東錦不滿地表示「誰比較黑很難講」，並痛批朱立倫自從上任中國國民黨主席以來「沒看過他做一件對的事」。鍾也說：「黨中央那幾個也沒有多白啊，為什麼我就一定黑？」。

### 犯傷害致死案入獄
2022年10月3日，時代力量立法委員邱顯智、縣長參選人宋國鼎召開記者會，說明鍾東錦原名「鍾朝平」，於25歲時犯下傷害致死案。據1987年5月6日報導，當年5月5日凌晨2時，7名男子在臺北市錦州街吃宵夜時與喝酒醉的20歲鄰桌胡姓客人發生衝突，胡姓客人遭拳打腳踢被活活打死。據最高法院77年度台上字2846號記載，鍾朝平（鍾東錦）跟沈OO、薛OO共同腳踢已倒在地的胡OO頭部，導致胡OO前額挫傷、左上肩與右顱部擦傷等，引發合併顱內蛛网膜下腔出血，送醫不治死亡，鍾被三審判處3年9個月有期徒刑定讞。邱顯智在記者會上表示，鍾東錦未公開說明上述事情，他們是接獲民眾檢舉，再經查證才知情，這跟鍾之前提到的劃破肚皮一事是不同的刑案。他呼籲鍾東錦須站出來清楚說明有無其他案件或類似行為。
中國國民黨提名參選人謝福弘表示鍾東錦曾揚言有人提出事實就馬上退選及辭去議長職務，他呼籲鍾兌現承諾，立即退出政壇，也呼籲鄉親棄惡保善，支持正當誠信的人選。
鍾東錦競選總部發言人陳怡樺宣稱當時處於戒嚴時代，警總為了結案，讓他「坐黑牢」，更指邱顯智、宋國鼎二人號稱人權律師，應為鍾東錦平反，怎麼會為了選舉，罔顧人權。但是這個案件經過法院三審定讞，很難說是「黑牢」。

### 與砂石業者關係涉案
時代力量揭露坤輿廠商與苗栗當地砂石業者宋久文有關聯，2022年3月，《菱傳媒》報導鍾東錦在未從政前從事砂石相關行業，而宋久文與鍾東錦的關係匪淺，2人不僅是舊識，還同時在多家公司掛名董事、監察人等職，宋、鍾及彭錦淼3人堪稱是中國國民黨籍前議長游忠鈿的左右手，3人與游忠鈿胞弟游忠水更是麻吉。一干親朋好友在多家砂石相關公司行號交叉持股，政壇人士形容「宛如土霸主網絡」。鍾東錦被爆曾任游忠鈿白手套，2006年鍾替游代收1,000萬的公關費，協助通霄鎮垃圾掩埋場興建過關。白手套情節違反《貪污治罪條例》，苗栗檢方已在3月展開調查。
2022年10月25日，民主進步黨立法院黨團召開記者會，指控鍾東錦和砂石業者關係緊密，利用投資、借款等方式介入砂石業，還將土地借給業者堆積砂石，形同「砂皇」；且苗栗縣縣長徐耀昌任內唯一通過陸砂開採許可的恒威砂石公司就是在鍾的土地上開採，鍾身為股東、地主、議員三位一體，主導議會通過圖利自己的條例，另涉犯《廢棄物清理法》等刑責，呼籲檢調積極查辦。苗栗地檢署發言人、主任檢察官莊佳瑋指該署檢察長陳松吉已指示剪報分案由署內檢察官進行調查。
綽號「貓哥」砂石業者彭錦淼2022年10月12日發出第一封公開信，說明民進黨縣長候選人徐定禎當年從政起始，鍾東錦曾經給他經濟支援，彭錦淼個人都資助200萬元，如今卻將他們過去情義相挺撇得一乾二淨。10月24日再以第二封公開信批評徐定禎「將過往情誼撇得一乾二淨」，徐陣營則反指彭錦淼跟無黨籍候選人鍾東錦之間存在龐大利益。

### 疑似賄選
2022年12月14日，苗栗地檢署調查，認定同時擔任鍾東錦與大湖鄉聯合競選總部主委的陳男涉嫌和邱女、林男為鍾東錦及3名大湖鄉鄉民代表候選人、1名大湖村村長候選人於競選時賄選。12月20日，苗栗地檢署依《公職人員選舉罷免法》向法院對鍾東錦等4人提起當選無效之訴。鍾東錦方回應，地檢署故意曲解各當事人之陳述而故意入人於罪，嚴重侵害中華民國民主法治之人權。
2023年7月21日，法院判決駁回檢調對鍾東錦提出的當選無效訴訟，事隔一個月，檢方再提起訴訟。隔年三月，臺灣高等法院臺中分院駁回上訴，鐘東錦當選有效確定。

### 縣長期間座駕奢華遭質疑
2022年12月，鍾東錦就任苗栗縣縣長後，被縣議員曾玟學質疑其座駕過度奢華，Lexus Lm300H 4人豪華座車，該車價值新台幣520萬元，被稱為「陸上頭等艙」。且疑似有違縣長用車採購規定。
而據媒體報導，這輛座駕是鍾東錦就職當天即開始使用，是由企業轉送再過戶給消防局的勤務車，接著撥給鍾東錦使用，鍾則回應車是好友贈與，車內設備方便他聯繫公務，並強調自己坐得心安理得。

## 選舉紀錄
| 年度 | 選舉屆數               | 選舉區           | 所屬政黨   | 得票數  | 得票率 | 當選標記 | 備註 |
| ---- | ---------------------- | ---------------- | ---------- | ------- | ------ | -------- | ---- |
| 2014 | 第十八屆苗栗縣議員選舉 | 苗栗縣第五選舉區 | 無黨籍     | 7,754   | 13.00% |          |      |
| 2018 | 第十九屆苗栗縣議員選舉 | 苗栗縣第五選舉區 | 中國國民黨 | 7,990   | 13.31% |          |      |
| 2022 | 第十九屆苗栗縣縣長選舉 | 苗栗縣           | 無黨籍     | 124,603 | 42.66% |          |      |

## 外部連結
- 鍾東錦的Facebook專頁
- YouTube上的苗栗縣議長 鍾東錦頻道

| 中華民國政府職務 | 中華民國政府職務                     | 中華民國政府職務 |
| ---------------- | ------------------------------------ | ---------------- |
| 苗栗縣政府       |                                      |                  |
| 前任： 徐耀昌    | 苗栗縣縣長 第十九屆 2022年12月25日－ | 現任             |

| 議會席位      | 議會席位                                                         | 議會席位      |
| ------------- | ---------------------------------------------------------------- | ------------- |
| 苗栗縣議會    |                                                                  |               |
| 前任： 陳明朝 | 苗栗縣議會議長 第十九屆 2018年12月25日－2022年12月25日           | 繼任： 李文斌 |
| 前任： 陳明朝 | 苗栗縣議會副議長 （補選） 第十八屆 2018年10月8日－2018年12月25日 | 繼任： 李文斌 |